# Barrio de Cantarranas
Barrio de Cantarranas är en ort i kommunen Temascaltepec i delstaten Mexiko i Mexiko. Samhället hade 516 invånare vid folkräkningen 2020.